# كيفيريون (أرغوليس)
كيفيريون (Κιβέριον) هي مدينة في أرغوليس في مقاطعة كينتريكي إلادا في اليونان.